# Havel (folyó)
A Havel az Elba egyik mellékfolyója Németország területén, hossza 325 km.
A folyó felső és alsó szakasza közötti szintkülönbség alig negyven méter, ez a magyarázata annak, hogy sok helyen kiszélesedik. 
A folyó U alakot ír le, Berlintől nyugatra déli irányban halad, majd hamarosan nyugatnak fordul, ezt az irányt követi Brandenburgig.
A Havel vidékéhez tartozik a Berlin–Brandenburg vonaltól északra fekvő csatornákkal szabdalt terület is, mely a Havel, a Rhin és a Dosse folyók között terül el, mely a környék legnagyobb, 1720 négyzetkilométer kiterjedésű mocsaras vidéke. Az Elba évenkénti áradása meggátolja a Havel vizének befogadását, mely miatt a folyó rendszeresen kiáradt, s az elöntött terület meghaladta a 400 négyzetkilométert is.  A torkolatvidéket 1955-ben szabályozták, az árterület ezáltal 40%-kal csökkent. Ezt követően lecsapolták a mocsár jelentős részét is, ezzel nagy területet tettek alkalmassá főként legelő céljára.

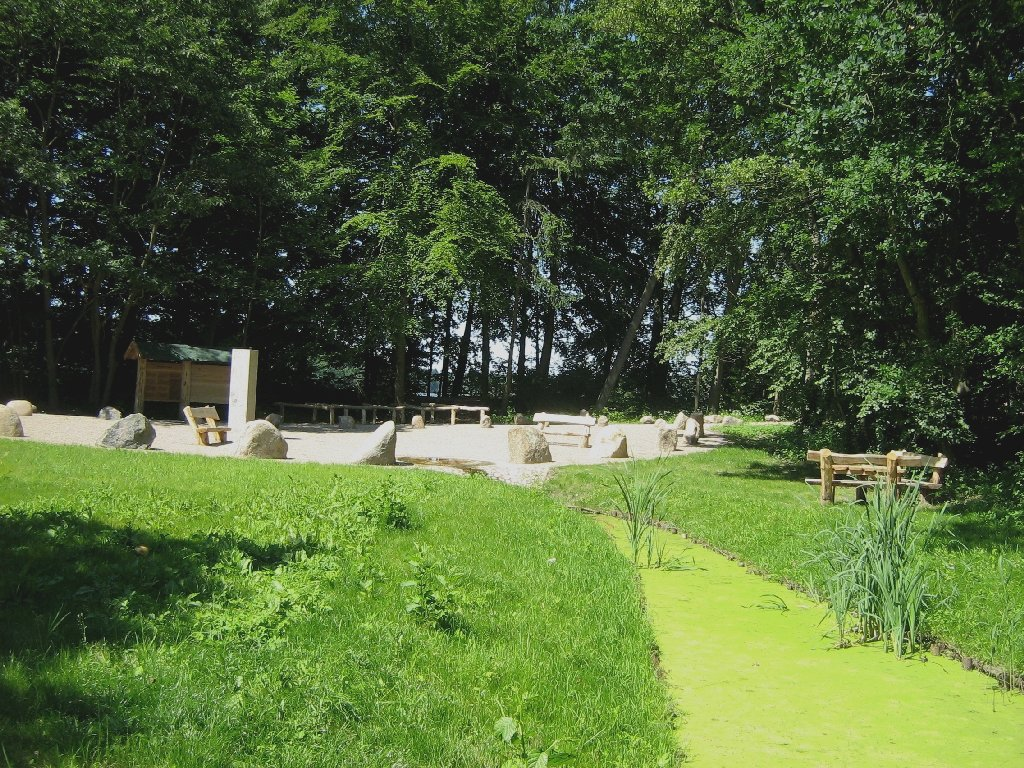
A forrás Ankershagennál

## Települések a folyó mentén
Berlint és Potsdamot érinti.
Nagyobb városok: Oranienburg, Hohen Neuendorf, Hennigsdorf, Werder, Brandenburg, Rathenow
Kisebb városok: Wesenberg, Fürstenberg, Zehdenick, Ketzin, Pritzerbe, Premnitz, Havelberg

## Mellékvizei
Jobb oldalról:

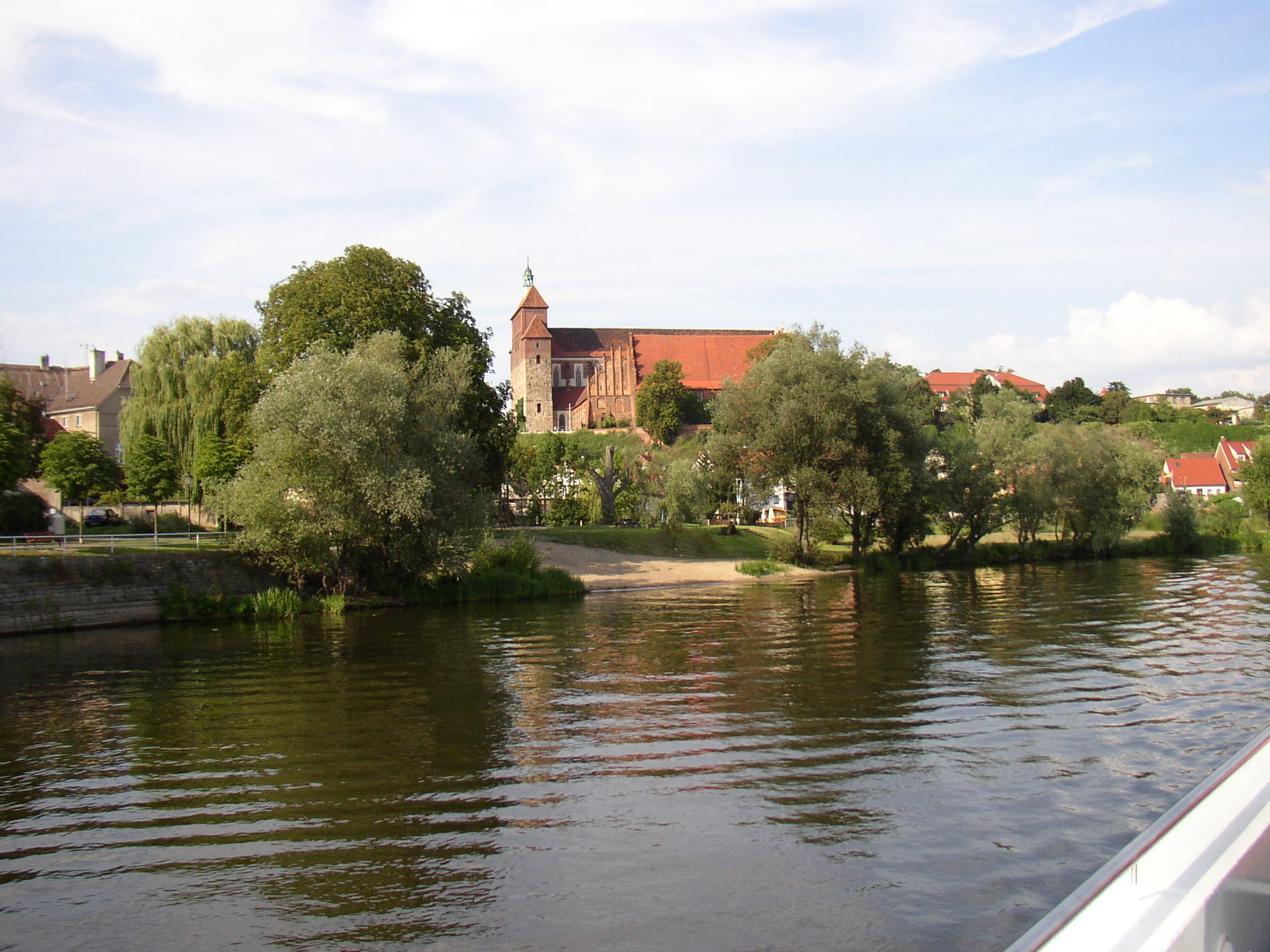
Havelberg

Woblitz,  Briese, Tegeler Fließ, Spree, Nuthe,  Plane,  Buckau
Bal oldalról:
Rhin, Dosse
- Hossza: 325 km
- Vízhozam: 108 m³/s
- Torkolata: Elba
- Forrása: Mecklenburgi-tóhátság
- Hidak: Glienicker Brücke, Jahrtausendbrücke, Freybrücke

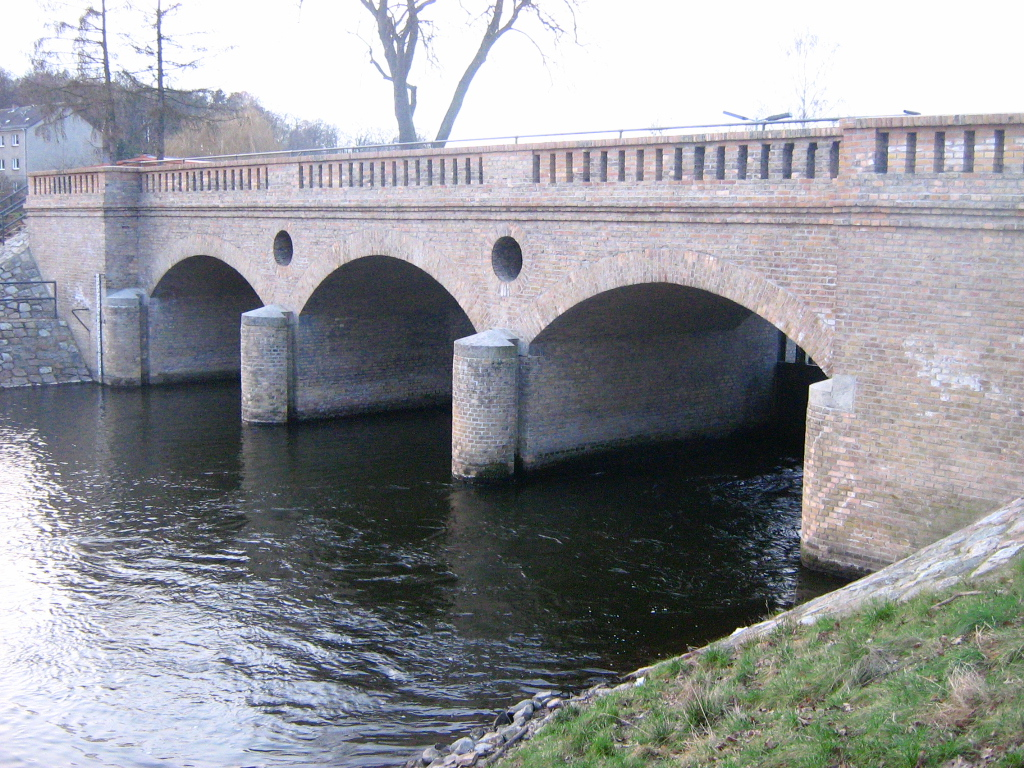